# Бандолис, Агрис
А́грис Ба́ндолис (латыш. Agris Bandolis) — советский футболист, советский и латвийский футбольный тренер.

## Биография
Воспитанник броценского «Старта», также возглавлял команду в последние сезоны её выступления.
В 1999 году Агрис Бандолис основал в Салдусе девичью футбольную команду, которую возглавлял вплоть до 2009 года.
В начале 2002 года Агрис Бандолис стал помощником главного тренера Татьяны Петровой в женской молодёжной сборной Латвии до 19 лет, а со следующего 2003 года он сам уже возглавлял молодёжную сборную. Также в 2003 году на базе молодёжной сборной была восстановлена национальная женская сборная Латвии, которую также возглавил Агрис Бандолис.